# Schutzbach
Schutzbach é um município da Alemanha localizada no distrito de Altenkirchen, na associação municipal de Verbandsgemeinde Daaden, no estado da Renânia-Palatinado.

## População
| - 1815 – 57 - 1835 – 100 - 1871 – 141 - 1905 – 218 - 1939 – 214 - 1950 – 217 | - 1961 – 269 - 1965 – 346 - 1970 – 398 - 1975 – 493 - 1980 – 451 - 1985 – 473 | - 1987 – 443 - 1990 – 447 - 1995 – 467 - 2000 – 459 - 2005 – 444 |